# Kirche und Kirchengemeinschaft
Der Bericht Kirche und Kirchengemeinschaft ist ein gemeinsames Dokument über die Grundlagen des Kirchenverständnisses der römisch-katholischen und altkatholischen Kirchen. Im Auftrag der Internationalen Altkatholischen Bischofskonferenz der Utrechter Union der Altkatholischen Kirchen und des Päpstlichen Rats zur Förderung der Einheit der Christen wurde es von Theologen beider Kirchen in der von 2004 bis 2009 tagenden Internationalen römisch-katholisch-altkatholischen Dialogkommission (IRAD) verfasst. Der Bericht zeigt einen bilateralen Teilaspekt der modernen ökumenischen Bewegung. Veröffentlicht wurde er unter anderem in der ökumenischen Publikationsreihe Dokumente wachsender Übereinstimmung.

## Hintergrund

### Vorgeschichte
Der eigentliche Dialog zwischen römisch-katholischer und altkatholischer Kirche begann zur Zeit des II. Vaticanums, zu dem auch die Internationale Altkatholische Bischofskonferenz eine Beobachterdelegation entsandt hatte. Unter den Beobachtern war unter anderem der Direktor des Alt-Katholischen Seminars der Universität Bonn Werner Küppers. In den auf das Konzil folgenden 1960er und 1970er Jahren arbeiteten auf nationaler und internationaler Ebene bilaterale Gesprächskommissionen an ökumenischen Dokumenten und Vereinbarungen. Ziel der damaligen Gespräche war, die Regelungen des Ostkirchendekrets Orientalium Ecclesiarum, insbesondere Nr. 27 und 28, auch auf Altkatholiken auszudehnen. Diese Intention hatte die 1968 von einer internationalen Kommission beschlossene Zürcher Nota. Nota über das Verhältnis zwischen den altkatholischen Kirchen und der römisch-katholischen Kirche. Die Zürcher Nota wurde jedoch von den römischen Stellen nicht in dieser Form ratifiziert, sondern zur Ausarbeitung von weiteren Durchführungsbestimmungen an die nationalen Kommissionen rückgeleitet.
In Deutschland beschloss im September 1973 die in Fulda tagenden Deutsche Bischofskonferenz bezüglich der Alt-Katholischen Kirche in Deutschland die Vereinbarung über eine bedingte und begrenzte Gottesdienstgemeinschaft zwischen der katholischen und der alt-katholischen Kirche. Diese Vereinbarung umfasste mehrere Punkte, einer davon war die Ermächtigung der Gläubigen der römisch-katholischen Kirche und der altkatholischen Kirche, die Sakramente der Eucharistie, der Buße und der Krankensalbung wechselseitig von einem Geistlichen der anderen Kirche zu erbitten. Die Schweizer Bischofskonferenz und die Niederländische Bischofskonferenz erließen ähnliche Vereinbarungen zur Eucharistiegemeinschaft zwischen Katholiken und Altkatholiken.
In den Folgejahren wurden die Abkommen, nach Einarbeitung von Zusatzwünschen der Kongregation, neuerlich veröffentlicht, jedoch vom Papst nicht promulgiert. Mit dem Beginn des Pontifikats von Johannes Paul II. kam der internationale Dialog in dieser Angelegenheit praktisch zum Erliegen.

### Internationale Römisch-Katholisch – Altkatholische Dialogkommission (IRAD)
Anlässlich einer ökumenischen Feierlichkeit im Jahr 2000 wurde zwischen dem altkatholischen Erzbischof von Utrecht Antonius Jan Glazemaker und Edward Kardinal Cassidy erstmals seit den 1970er Jahren wieder über eine internationale und bilaterale Kommission gesprochen, 2003 tagte eine Vorbereitungsgruppe in Stuttgart. Die eigentliche Internationale Römisch-Katholisch – Altkatholische Dialogkommission (IRAD) nahm 2004 ihre Arbeit auf.
Die Internationale Altkatholische Bischofskonferenz unter Erzbischof Joris Vercammen berief den Bischof der Christkatholischen Kirche der Schweiz Fritz-René Müller (Co-Präsident), Jan Visser, Angela Berlis, Günter Esser, Maja Weyermann, Peter-Ben Smit, Harald Münch und Martin Eisenbraun als Mitglieder. Walter Kardinal Kasper als Präsident des Päpstlichen Rats zur Förderung der Einheit der Christen delegierte den emeritierten Bischof von Würzburg Paul-Werner Scheele (Co-Präsident), Weihbischof Johannes van Burgsteden, Domkapitular Hubert Bour, Heinrich J. F. Reinhardt, Hans Jörg Urban und Matthias Türk (Vatikanstadt). Die elf Sitzungen fanden zwischen Mai 2004 und Juni 2009 abwechselnd an altkatholischen und römisch-katholischen Tagungsorten statt, so etwa im Salzburger Johannesschlössl der Pallottiner und im Kirchengemeindehaus Bern gegenüber der altkatholischen St. Peter und Paul-Kirche. Am Ende der ersten Mandatsperiode legte die Kommission ihren Bericht unter dem Titel Kirche und Kirchengemeinschaft vor. Über die in diesem Bericht noch nicht geklärten Fragen tagte die internationale Kommission wieder von 2012 bis 2016 in ihrer zweiten Mandatsperiode (IRAD II). Der Bericht der 2. Kommission wurde 2017 als Kirche und Kirchengemeinschaft (Zweiter Bericht) herausgegeben.

## Aufbau und Inhalt
Der Bericht der Dialogkommission wurde 2009 vorgelegt und in der Reihe Dokumente wachsender Übereinstimmung sowie in einem 85-seitigen Separatdruck der Öffentlichkeit zugänglich gemacht. Das Dokument umfasst sechs Kapitel und mehrere Unterkapitel. Die Absätze sind von 1 bis 89 kapitelübergreifend durchnummeriert.
Ganz bewusst zitiert der Bericht nicht nur Dokumente aus den bisherigen Gesprächen zwischen römisch-katholischer und altkatholischer Kirche, sondern verwendet auch Passagen aus anderen ökumenischen Gesprächen, sofern sie mit dem jeweils erarbeiteten Kapitel kompatibel sind, so zum Beispiel aus dem altkatholisch-orthodoxen Dialog, dem anglikanisch-römisch-katholischen Dialog und dem evangelisch-lutherisch-römisch-katholischen Dialog.

### Präambel
Der Bericht spricht in den ersten Zeilen davon, dass die Entfremdung zwischen römisch-katholischer Kirche und altkatholischer Kirche, ein „innerkatholisches Problem“ sei. Auf der Grundlage der Hermeneutik des Vertrauens versucht das vorliegende Dokument einen möglichen Weg zu einer Kirchengemeinschaft zwischen Katholiken und Altkatholiken zu skizzieren. Da allerdings keine Rückkehr-Ökumene impliziert ist, betritt der Bericht Neuland.
Das Dokument Kirche und Kirchengemeinschaft beginnt mit den Worten:

„(1) Der Dialog zwischen der römisch-katholischen Kirche und der Utrechter Union der Altkatholischen Kirchen steht wie jeder andere zwischenkirchliche Dialog unter der Verheißung und dem Anspruch Jesu Christi, der für die Seinen gebetet hat, dass „alle eins seien: Wie du Vater, in mir bist, und ich in dir bin, so sollen auch sie in uns sein, damit die Welt glaubt, dass du mich gesandt hast“ (Joh 17,21)“

### Die sieben Sakramente
Das 2. Kapitel Die Kirche – trinitarisch-soteriologische Grundlegung behandelt die Kirche als Gemeinschaft durch, mit und in Christus. Sie ist die von Gott ins Leben gerufene Gemeinschaft der Gläubigen und ihrem Wesen nach ein Mysterium. Beide Kirchen bezeugen die Siebenzahl der Sakramente, die Taufe, Firmung, Eucharistie, Buße, Krankensalbung, Weihe und Ehe umfasst.
- Durch die Taufe wird der Mensch in die Kirche eingegliedert. Beide Kirchen praktizieren die Säuglingstaufe. Ordentliche Spender sind Bischof, Priester und Diakon, im Notfall auch Laien.
- Die Firmung verleiht die Gaben des Heiligen Geistes. Spender ist der Bischof oder ein bevollmächtigter Priester.
- Im Sakrament der heiligen Eucharistie bekennen katholische und altkatholische Kirche gemeinsam und ausdrücklich die Realpräsenz in den konsekrierten Gaben. Nur der Bischof und der Priester stehen der Eucharistiefeier vor. Die Kommission hat die Aussagen des Konzil von Trient und der Utrechter Erklärung Nr. 6 zum Opfercharakter gegenübergestellt. Nach eingehender und sorgfältiger Prüfung konnte die wesentliche Übereinstimmung in Lehre und Liturgie festgestellt werden.
- Im Sakrament der Buße werden die Sünden vergeben, Spender sind der Bischof und die Priester. Beide Kirchen kennen Bußandachten, diese hat jedoch in der altkatholischen Kirche mehr Gewicht, wohingegen die Praxis der römisch-katholischen Kirche deutlich von der Einzelbeichte dominiert ist. Im Altkatholizismus werden sowohl deprekative wie auch indiktive Absolutionsformeln verwendet.[17]
- Im Sakrament der Krankensalbung werden die Gläubigen unter Gebet mit Öl gesalbt. In beiden Kirchen ist ordentlicher Spender der Bischof und der Priester.
- Das Weihesakrament hat seinen Ursprung in der Sendung der Apostel. Katholische und altkatholische Kirche besitzen ein dreigliedriges Amt: Bischof, Priester und Diakon. Beide Kirche halten fest, dass die gültige Spendung der Weihe durch Bischöfe vollzogen wird, die in der apostolischen Sukzession stehen und dass Taufe, Firmung und Weihe unwiederholbar sind.
- Die römisch-katholische Kirche und die altkatholische Kirche bekennen gemeinsam die Sakramentalität und Unauflöslichkeit der Einehe. Ähnlich der orthodoxen Kirche werden in der altkatholischen Kirche nach pastoralen Gesichtspunkten auch Geschiedene (wieder) getraut und zu den Sakramente zugelassen.[16][18]

### Die Kirche
Das 3. Kapitel Lokale, regionale und universale Dimension der Kirche zeigt eine Vielzahl von Ämtern und Diensten in der Kirche, wobei dem Amt des Bischofs eine unverzichtbare Aufgabe für die Einheit zukommt. Die Kommission stellt fest, dass jede Ortskirche eine Vergegenwärtigung der einen, heiligen, katholischen und apostolischen Kirche ist, wie sie im Glaubensbekenntnis von Nicäa-Konstantinopel bezeugt ist. Die Ortskirchen sind mitverantwortlich für die überörtliche und universale Gemeinschaft.
Im 4. Kapitel Personale, kollegiale und gemeinschaftliche Verantwortung für die Einheit der Kirche und ihr Bleiben in der Wahrheit stellt die Kommission fest, dass in der Ortskirche der Bischof der Träger der personalen Episkope ist. Sein Leitungsdienst steht in Verbindung mit den übrigen Teilhabern am apostolischen Amt und darüber hinaus mit dem Glaubenszeugnis aller Getauften. Der Primat und die Synodalität, also der Leitungsdienst und die gemeinsame Verantwortung sind gleichermaßen erforderlich. Die Heilige Schrift, die Tradition, der Glaubenssinn der Gläubigen und das kirchliche Lehramt sind Bezeugungsinstanzen der Wahrheit, welche allesamt auf die Heilige Schrift hin zugeordnet sind. Die Weitergabe des apostolischen Amtes durch Gebet und Handauflegung ist ein wesentlicher Aspekt der apostolischen Sukzession.
Obwohl die in den 1970er Jahren von der Deutschen Bischofskonferenz beschlossene Eucharistiegemeinschaft zwischen Katholiken und Altkatholiken nicht umgesetzt wurde, greift die Dialogkommission für ihren Bericht ganz bewusst Passagen aus dieser Vereinbarung über pastorale Hilfe (VPH) auf und zitiert, dass beide Kirchen „in Dankbarkeit ihre weitgehende Gemeinschaft im Bekenntnis und im Verständnis des überlieferten katholischen Glaubens“ erkennen und dass katholische und altkatholische Kirche „sich ihrer Übereinstimmung hinsichtlich der göttlichen Offenbarung und ihrer Übermittlung, durch das Zeugnis der Heiligen Schrift und der Kirche, der sieben Sakramente und des kirchlichen Amtes, das in apostolischer Sukzession ausgeübt wird“, gemeinsam erfreuen.
Beim 5. Kapitel Der Dienst des Papstes an der Einheit der Kirche und ihrem Bleiben in der Wahrheit wird von altkatholischer Seite angemerkt, dass alle bisherigen offiziellen Äußerungen und Erklärungen zum Primat des Bischofs von Rom immer ein Primat anerkannt haben, wies es der Tradition der alten Kirche entspricht. Abgelehnt wird hingegen das Universalprimat und die Unfehlbarkeit, gemäß den Definitionen des I. Vaticanums.

### Auf dem Weg zur vollen Kirchengemeinschaft
Das 6. Kapitel Auf dem Weg zur vollen Kirchengemeinschaft ist in mehrere Unterkapitel gegliedert. Der Titel 6.1. Zur Methode des differenzierten Konsenses führt in die Arbeitsweise der Kommission ein, im Punkt 6.2. Grundlegende Übereinstimmungen werden nochmals einige Thematiken erwähnt, in denen Übereinstimmung gefunden werden konnte. Hinsichtlich der Lehre des I. Vaticanums über das päpstliche Primat stellt das Dokument fest, dass dieses Dogma nicht mehr unbedingt „wie früher“ das Gewicht einer kirchentrennenden Differenz haben muss. Der Dialog nimmt dazu Anleihen an der „Communio-Struktur“ der Kirche.
Im Unterkapitel 6.3. Noch offene Fragen werden erwähnt:
- Offene Fragen zur Ekklesiologie (insbesondere zum Jurisdiktions- und Lehrprimat des Papstes)
- Offene Fragen zu den Mariendogmen von 1854 Unbefleckte Empfängnis und 1950 Maria Himmelfahrt. Ausdrücklich wird aber darauf hingewiesen, dass in der altkatholischen Liturgie die Jungfrau und Gottesmutter Maria einen festen Platz als Erste der Heiligen besitzt. Ob die altkatholische Seite auf Grund der herausgearbeiteten Deutung der beiden Mariendogmen dazu veranlasst werden kann, ihre Ablehnung neu zu überdenken, muss erst eine vertiefte Diskussion zeigen.
- Die Frage der Ordination von Frauen zum priesterlichen Dienst. Inwieweit in der jahrhundertelangen Nichtordination von Frauen eine authentische Tradition im Sinne einer Bezeugungsinstanz des Glaubens oder „nur“ ein geschichtliches und gesellschaftliches Faktum – von allerdings langer Dauer – vorliegt, ist in der Ökumene umstritten. In welchem Ausmaß durch die unterschiedliche Praxis eine Kirchengemeinschaft zwischen Katholiken und Altkatholiken zulässig oder verunmöglicht wird, muss einem weiteren Diskussionsprozess anheimgestellt werden. Hingewiesen wird darauf, dass dieses Thema der Ordination bzw. Nichtordination innerhalb der Utrechter Union unterschiedlich gehandhabt wird und trotzdem eine communio in sacris möglich ist. Die Polish National Catholic Church of America (PNCC) hat wegen der ablehnenden Haltung zur Frauenordination 2003 die Utrechter Union verlassen und die altkatholische Kirchengemeinschaft aufgekündigt.
- Hinsichtlich dem Zölibat stellt die Kommission fest, dass verheiratete altkatholische Priester einer Kirchengemeinschaft nicht im Wege stehen, die Dialogkommission verweist dazu auf die Praxis der mit Rom unierten katholischen Ostkirchen. Die Gültigkeit der Bischofsweihe eines verheirateten Priesters – wie im Altkatholizismus praktiziert – wird grundsätzlich nicht angezweifelt. Die Kommission weist aber darauf hin, dass in der römisch-katholischen Kirche, den katholischen Ostkirchen und den orthodoxen Kirchen die Weihewerber zum Bischofsamt unverheiratet sein müssen und dass diese Praxis bereits in den Dokumenten der frühen Konzile belegt ist.[21][18]

### Auswirkungen des Codex Iuris Canonici auf den Dialog
Im weiteren Verlauf des Kapitels der noch offenen Fragen wird von römisch-katholischer Seite auch auf ein anderes kirchenrechtliches Problem hingewiesen, der im Dialog zwischen den beiden Kirchen eine gewisse Hürde bildet: Die Vielzahl ehemaliger römisch-katholische Priester, die jetzt altkatholische Pfarrer sind, unterstehen nach dem Codex Iuris Canonici (CIC) von 1983 trotz ihres Übertritts weiterhin der Jurisdiktion der römisch-katholischen Kirche. Das Gleiche gilt auch für römisch-katholische Laien, die zum Altkatholizismus konvertieren. Für den Fall einer möglichen Kirchengemeinschaft skizziert die Kommission die Möglichkeit, dass der Papst eine (einmalige) Dispens von 11 CIC/83 durchführt, und dadurch die Entlassung aus der römischen Jurisdiktion und die Befreiung von der Exkommunikation wegen Häresie und Schisma (1364 CIC/83) und der Suspension (im Falle einer Eheschließung gemäß 1394 CIC/83) ermöglicht. Das Gesagte gilt nur für aus der römisch-katholischen Kirche ausgetretenen Priester und Gläubige. Jene, die bereits mit der Taufe in die altkatholische Kirche aufgenommen wurden, sind von dieser Rechtslage – seit der Änderung vom CIC 1917 auf den CIC 1983 – nicht betroffen.
Die Differenzen bezüglich 1024 CIC/83, der die Weihe nur für einen getauften Mann vorsieht, gehören noch zu den offenen Fragen des Berichts. Die Kommission schreibt aber trotzdem in ihren Bericht: Sollte es zu einer Vereinbarung über die communio in sacris zwischen Katholiken und Altkatholiken kommen, dann müsste die Spendung der Sakramente an römisch-katholische Gläubige durch Priesterinnen ausgeschlossen sein, deren Spendung nach römisch-katholischer Ansicht dem ordinierten Mann vorbehalten ist. Über diesen Themenbereich wird seit 2012 in der zweiten Mandatsperiode der Dialogkommission weiterdiskutiert.

### Katholiken und Altkatholiken auf dem Weg der Versöhnung und Heilung
Im vorletzten Abschnitt sind unter dem Titel 6.4. Altkatholische Vorstellungen zur Gestalt einer möglichen Kirchengemeinschaft einige Erwägungen zu einer möglichen Kirchengemeinschaft zwischen der römisch-katholischen Kirche und der Utrechter Union festgehalten. Gemeinschaft mit dem Apostolischen Stuhl würde unter anderem die Nennung des Papstes in den altkatholischen Eucharistiefeiern, die Anzeige der Wahl altkatholischer Bischöfe und die Übermittlung der Stellungnahmen der Internationalen Altkatholischen Bischofskonferenz beinhalten. Hinsichtlich der kirchenrechtlichen Beurteilung hält der Bericht jedoch fest, dass für eine mögliche Gemeinschaft aus altkatholischer Sicht keine Unterstellung der Utrechter Union unter den CIC 1983 oder den CCEO 1990 angedacht ist. Die konkrete Vorgehensweise müsste erst unter Zuhilfenahme der Kanonistik erarbeitet werden.
Im letzten Abschnitt des Berichts Kirche und Kirchengemeinschaft, 6.5. Auf dem Weg der Versöhnung und Heilung führt die Internationale römisch-katholisch-altkatholische Dialogkommission aus, dass das Verhältnis zwischen römisch-katholischer Kirche und altkatholischer Kirche Züge eines „Familienzwistes“ zeige, und dass es nur dann einen Weg in eine gemeinsame Zukunft gebe, wenn dabei die Entfremdungen und Verletzungen der Vergangenheit aufgearbeitet würden. Die internationale Kommission regt an, dass auch auf nationaler Ebene wieder vermehrt bilaterale Kommissionen arbeiten sollten, um mit Offenheit und Sensibilität an der gemeinsamen Zukunft zu arbeiten.
Der von römisch-katholischen und altkatholischen Theologen gemeinsam verfasste Bericht endet mit den Worten:

„Das im vorliegenden Text aufgezeigte Maß der Übereinstimmung zwischen unseren beiden Kirchen erfüllt uns mit der Hoffnung, dass diese unter Gottes Führung den Weg zur sichtbaren Einheit finden werden.“

## Rezeption

### Nachbearbeitung
Nach Veröffentlichung des deutschsprachigen Berichts 2009 wurden Übersetzungen in die Sprachen Niederländisch, Polnisch, Tschechisch, Englisch und Französisch angefertigt. In gewisser Weise wird der Kommissionsbericht auch als Antwort auf die Enzyklika Ut unum sint Johannes Pauls II. verstanden. Die 41. Internationale Altkatholische Theologenkonferenz stellte in ihrer Erklärung vom August 2009 fest, dass sie die Einschätzung der internationalen römisch-katholisch-altkatholischen Dialogkommission teile, dass das aufgezeigte Maß der Übereinstimmung die Möglichkeit einer Kirchengemeinschaft als denkbar erscheinen lasse. In den Mitgliedskirchen der Utrechter Union nahmen die jeweiligen Pastoralkonferenzen den Kommissionsbericht zur Kenntnis. In welchem Ausmaß die noch offenen Fragen entweder Adiaphora oder weiterhin kirchentrennend sind, wird auch damit zusammenhängen, wie die Texte der Kommission in die Rangordnung der Wahrheiten eingebunden werden können. Hinsichtlich der vertiefen Diskussion über die Mariologie könnte das anglikanisch-römisch-katholische Dokument Maria: Gnade und Hoffnung in Christus (Mary: Grace and Hope in Christ) aus dem Jahr 2004 weitere Anregungen bieten.
Ein Referat hat den Bericht aus orthodoxer Sicht durchleuchtet. Zur Übereinstimmung von römisch-katholischer Kirche und altkatholischer Kirche in Bezug auf die Taufe wurde festgestellt, dass in der orthodoxen Kirche der Diakon kein ordentlicher Spender der Taufe ist und weitere orthodoxe Kreise Probleme mit der Infusionstaufe haben. In der Orthodoxie wird die Firmung mit der Taufe gespendet. Auch in der Orthodoxie gibt es Reserven gegen die Transsubstantiationlehre, die aber damit keine Ablehnung der Glaubenslehre meinen. Zum Kapitel 4 (Über die Kirche) besteht von orthodoxer Seite Konsens, es bestehen Übereinstimmungen mit dem Dokument der katholisch-orthodoxen Kommission von Ravenna (Oktober 2009). Die Ablehnung der Frauenordination ist in den orthodoxen Kirchen weit verbreitet, die im Bericht Kirche und Kirchengemeinschaft erwähnte römisch-katholische Begründung auf Grund einer Sponsialmetaphorik ist im orthoxen Schrifttum nicht nachgewiesen.
Nach eingehender Befassung mit dem Text Kirche und Kirchengemeinschaft haben sich die Internationale Altkatholische Bischofskonferenz und der Päpstliche Rat zur Förderung der Einheit der Christen zur Fortsetzung des Dialogs entschlossen. Von 2012 bis 2016 tagte daher wieder regelmäßig eine internationale römisch-katholisch-altkatholische Dialogkommission (IRAD II) über die noch offenen Punkte.

### Papst Franziskus
Die Rolle der Internationalen römisch-katholisch-altkatholischen Dialogkommission wurden im Oktober 2014 auch von Papst Franziskus gewürdigt. Anlässlich einer in der Vatikanstadt durchgeführten Privataudienz für die altkatholischen Bischöfe sprach der Heilige Vater davon, dass es durch die Arbeit der Kommission möglich gewesen sei, Brücken des tieferen gegenseitigen Verständnisses und der praktischen Zusammenarbeit zu bauen und neue Konvergenzen zu definieren. Dank der gemeinsamen Kommission hätten auch Differenzen besser identifiziert und mögliche Lösungsansätze in einen erneuerten Kontext gestellt werden können.
Der Papst wies in seiner Rede an das altkatholische Episkopat aber auch darauf hin, dass er, trotz der vorhandenen Übereinstimmung, neue Differenzen erkannt habe, die im Laufe der Jahre zwischen der katholischen und der altkatholischen Kirche hervorgetreten seien. Papst Franziskus zeigte sich insbesondere „betrübt“ über eine wachsenden Distanz in Bezug auf das Thema des Amtes und des ethischen Urteils.
Der Heilige Vater befürwortete in seiner Ansprache dennoch den Fortgang der bilateralen Gespräche, indem er feststellte:

„Die Herausforderung für Katholiken und Altkatholiken besteht darin, in einem substanziellen theologischen Dialog beharrlich zu bleiben und den Weg weiterhin gemeinsam zu gehen, zusammen zu beten und zu arbeiten in einem tieferen Geist der Umkehr zu all dem, was Christus für seine Kirche will.“

Der Vorsitzende der altkatholischen Delegation, Erzbischof von Utrecht Joris Vercammen, zitierte im Rahmen der Privataudienz aus dem Bericht der Dialogkommission und bezeichnete in seiner Rede vor Franziskus die theologischen Differenzen zwischen Rom und Utrecht als „innerkatholisches Problem“. Der Erzbischof hielt außerdem fest, dass die Altkatholiken die einzigartige Stellung des Papstes in der ganzen Kirche anerkennen, dass der Bischof von Rom aber an moralischer Autorität noch weiter gewinne könnte, wenn sein Petrusdienst in die Synodalität der Bischöfe eingebettet wäre.

## Ausgaben
- Kirche und Kirchengemeinschaft. Bericht der Internationalen Römisch-Katholisch – Altkatholischen Dialogkommission. Bonifatius, Lembeck, Paderborn, Frankfurt/Main 2009, ISBN 978-3-89710-456-3.
- Johannes Oeldemann, Friederike Nüssel, Uwe Swarat, Athanasios Vletsis (Hrsg.): Dokumente wachsender Übereinstimmung. Sämtliche Berichte und Konsenstexte interkonfessioneller Gespräche auf Weltebene. Band 4. Bonifatius, Evangelische Verlagsanstalt, Paderborn, Leipzig 2012, ISBN 978-3-89710-492-1.
- Kirche und Kirchengemeinschaft. Erster und Zweiter Bericht der Internationalen Römisch-Katholisch – Altkatholischen Dialogkommission 2009 und 2016. Bonifatius, Paderborn 2017, ISBN 978-3-89710-746-5. (Sammelband mit den Berichten 2009 und 2016)